# Rhytisma huangshanense
Rhytisma huangshanense är en svampart som beskrevs av C.L. Hou & M.M. Wang 2009. Rhytisma huangshanense ingår i släktet Rhytisma och familjen Rhytismataceae.   Inga underarter finns listade i Catalogue of Life.